# 楔齒龍超科
楔齒龍超科（Sphenacodontoidea）是個演化支，包含楔齒龍科與獸孔目的最近共同祖先，以及其最近共同祖先的所有後代（包含哺乳類）。楔齒龍超科具有許多的共有衍徵，主要在頭骨比例與牙齒方面 （页面存档备份，存于）。
楔齒龍超科演化自早期的楔齒龍類，例如哈普托獸等早期盤龍目動物。

## 分類
以下分類是根據近年的楔齒龍類研究：
合弓綱 Synapsida
- 楔齒龍類 Sphenacodontia
  - 楔齒龍超科 Sphenacodontoidea
    - 楔齒龍科 Sphenacodontidae
    - 獸孔目 Therapsida
      - 哺乳綱 Mammalia